# Sama (rijeka)
Sama je rijeka na pacifičkoj padini, smještena na južnoj obali Perua, u departmanu Tacna. Izvire u laguni Cotanvilque smještenoj u vrhovima Anda južno od zapadnog planinskog lanca peruanskih Anda u pokrajini Tarata, između brda Contanvilque i Cauchina,  i teče od istoka prema zapadu prelazeći obalnu pustinju Perua do ušća u Mar de Grau, koji se nalazi u pokrajini Tacna.

## Povijest
Ime je dobio po sutoku rijeka Salado i Tala, a u gornjem bazenu nalazi se rezervoar Jarumas.
Povijesno gledano, od 1883. do 1929., rijeka Sama privremeno je postavljena kao politička granica između Perua i Čilea nakon Pacifičkog rata sporazumom iz Ancóna.

## Porječje
Rijeka Sama ima duljinu od 164 km od svog izvora, a njezino porječje ima površinu od 4.738 km2, pokrivajući pokrajine Tarata i Tacna u departman Tacna. Porječje rijeke Same graniči na sjeveru sa porječjem rijeke Locumba, na istoku sa porječjem rijeke Maure, na jugu sa porječjem rijeke Caplina, a na zapadu s Tihim oceanom. 

## Vanjske poveznice
|  | Zajednički poslužitelj ima još gradiva o temi Sama (rijeka) |